# Tōbata Seiichi

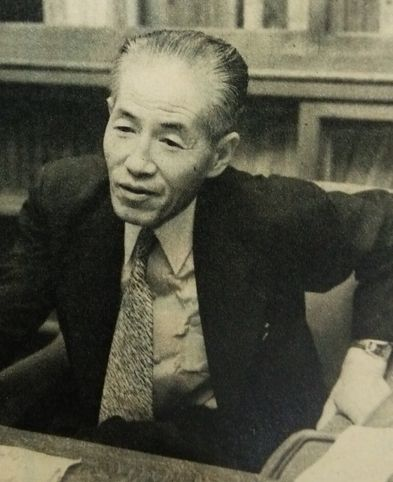
Tōbata, 1956

Tōbata Seiichi (japanisch 東畑 精一; geboren 2. Februar 1899 in Ureshino (嬉野) in der Präfektur Mie; gestorben 6. Mai 1983 in Tōkyō) war ein japanischer Agrarwirtschaftswissenschaftler.

## Leben und Wirken
Tōbata Seiichirō machte 1922 seinem Abschluss an der Landwirtschaftlichen Fakultät der Universität Tōkyō. Nach seinem Abschluss wurde er 1924 Jahren Assistenzprofessor an der Fakultät für Landwirtschaft an seiner Alma Mater. Von 1926 bis 1929 bildete er sich im Ausland weiter, und zwar in den USA und in Deutschland. In Deutschland studierte er unter Schumpeter an der Universität Bonn, wo er den Wirtschaftswissenschaftler Nakayama Ichirō (1898–1980) traf, mit dem er zusammenarbeitete, um viele der Schumpeter-Werke zu übersetzen.
Viele Bücher verfasste Tōbata vor dem Pazifikkrieg. So ist der „Entwicklungsprozess der japanischen Landwirtschaft“ (日本農業の展開過程, Nihon nōgyō tenkai katei) aus dem Jahr 1936 von Schumpeter beeinflusst. Das Werk eröffnete als erste Anwendung der modernen Wirtschaftstheorie eine neue Sicht auf die Agrarökonomie. Tōbata war von 1946 bis 1956 Direktor des „Instituts für allgemeine Agrarforschung“ (農業総合研究所, Nōgyō sōgō kenkyūjo), von 1960 bis 1968 Direktor des „Forschungsinstituts für asiatische Wirtschaft“ (アジア経済研究所, Ajia keizai kenkyūjo), nach Ende der Lehrtätigkeit an der Universität Tōkyō Professor an der privaten Landwirtschaftsuniversität Tokio, und von 1965 bis 1974 Vorsitzender der „Studiengruppe Steuersysteme“ (税制調査会, Zaisei chōsa-kai), die einen großen Einfluss auf die japanische Wirtschaft hatte. Er wurde 1964 Mitglied der Akademie der Wissenschaften.
1970 wurde Tōbata als Person mit besonderen kulturellen Verdiensten geehrt, 1980 wurde er mit dem Kulturorden ausgezeichnet.